# Idu Nefer
Idu mit dem großen Namen Nefer (auch manchmal Idu I.) war ein altägyptischer Beamter in der 6. Dynastie zur Zeit des Alten Reiches. Am Ende seiner Karriere war er Wesir und Vorsteher aller Arbeiten des Königs. Er gehörte damit zu den ranghöchsten Männern am Hof des Königs.
Bekannt ist er von seiner Mastaba (G 5550). Sie befindet sich auf dem so genannten Cemetery en Echelon, auf dem Pyramidenplateau von Gizeh. Es handelt sich um einen großen, quadratischen Bau, der jedoch schon stark zerstört war, als er gefunden wurde. In der Mastaba gab es einst eine mit Reliefs dekorierte Kultkammer. Der Plan der Kammer konnte jedoch bei den Ausgrabungen nicht mehr erfasst werden. Einige der Reliefs befinden sich nach Fundteilung heute in Kairo sowie im Roemer- und Pelizaeus-Museum in Hildesheim (Inventarnummern PM 2390 bis 2401). Auf den erhaltenen Blöcken erscheinen zahlreiche Titel, die seine hohe Position bezeugen. Neben den Titeln des Wesirs war er auch Schatzhausvorsteher, Scheunenvorsteher oder Vorsteher der Schreiber der Königsurkunden. Als Gemahlin erscheint Hemetre in den erhaltenen Reliefs.
Die eigentliche Grabkammer konnte über einen Gang erreicht werden. Hier fand sich ein undekorierter Sarkophag, der mit Tinteninschriften Titel und Namen des Idu aufführt.

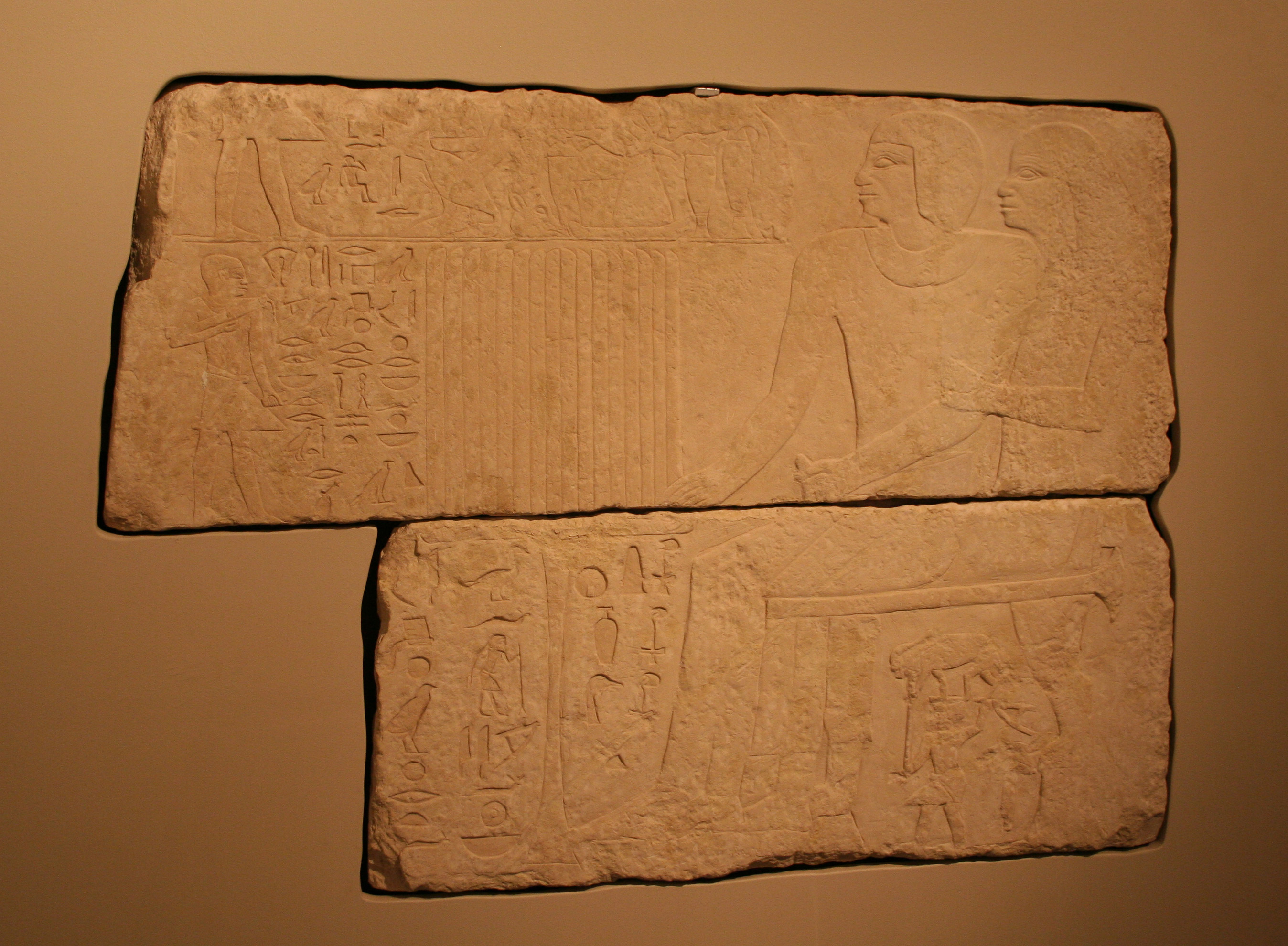
Zwei Blöcke von der Südwand der Kultkammer, Roemer- und Pelizaeus-Museum, Hildesheim, PM 2390
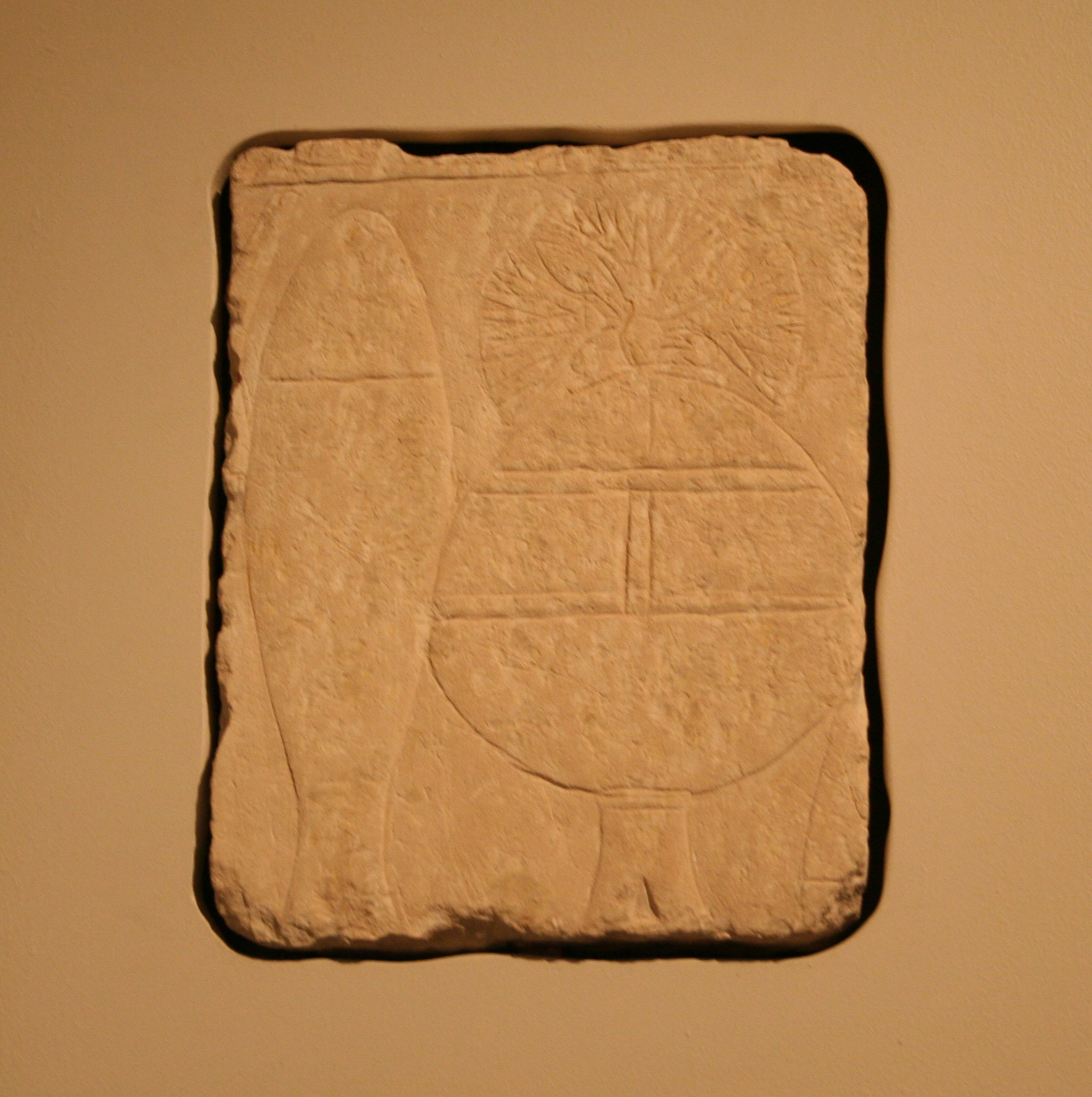
Fragment von der Südwand der Kultkammer, Roemer- und Pelizaeus-Museum, Hildesheim, PM 2401
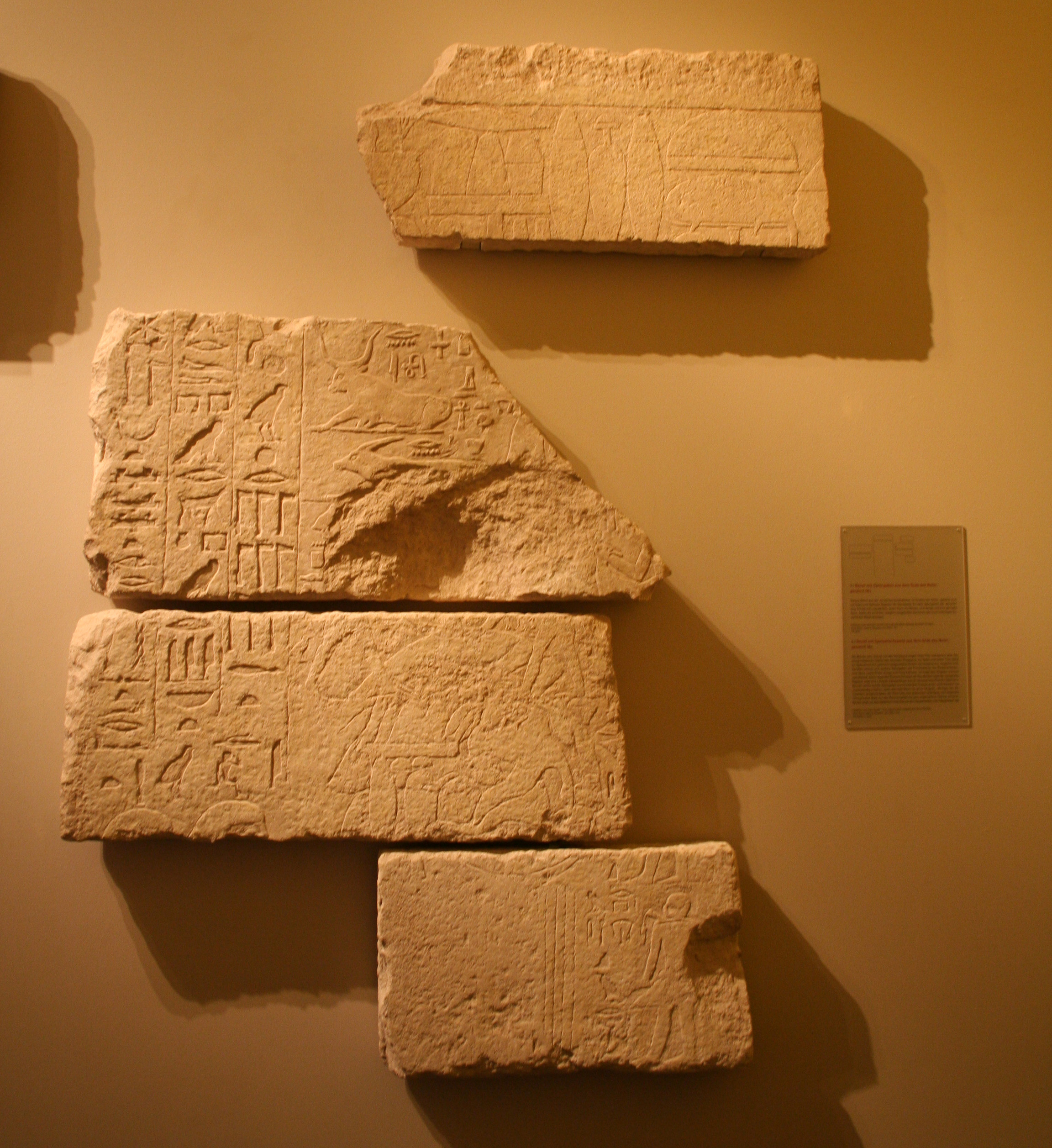
Fragmente von der Nordwand der Kultkammer, Roemer- und Pelizaeus-Museum, Hildesheim, PM 2398, 2399 a und b, 2400